# 伞花冬青
伞花冬青（学名：Ilex godajam）是冬青科冬青属的植物。分布在越南、印度以及中国大陆的海南、云南、湖南、广西等地，生长于海拔300米至1,000米的地区，多生在山坡疏林以及杂木林中，目前已由人工引种栽培。

## 别名
米碎木（海南植物志）